# Supercoupe du Japon de football 2000
Navigation
Édition précédente Édition suivante
L'édition 2000 de la Supercoupe du Japon est la 7e de la Supercoupe du Japon et se déroule le 4 mars 2000 au Stade olympique national à Tokyo au Japon.
Les règles du match sont les suivantes : la durée de la rencontre est de 90 minutes, puis, en cas de match nul, les deux équipes se départageront directement lors d'une séance de tirs au but.
Le match oppose le Júbilo Iwata, vainqueur de la J League 1999, face au Nagoya Grampus Eight, vainqueur de la Coupe du Japon 1999.

## Feuille de match
| Iwata ·          |                    |     |
| Titulaires :     |                    |     |
|                  |                    |     |
| 01               | Yushi Ozaki        |     |
| 02               | Hideto Suzuki      |     |
| 03               | Masami Ihara       |     |
| 04               | Takahiro Yamanishi | 65e |
| 05               | Toshihiro Hattori  |     |
| 06               | Takashi Fukunishi  |     |
| 07               | Daisuke Oku        |     |
| 08               | Toshiya Fujita     |     |
| 09               | Norihiro Nishi     | 65e |
| 10               | Masashi Nakayama   |     |
| 11               | Naohiro Takahara   |     |
|                  |                    |     |
| Remplaçants :    |                    |     |
| 12               | Nobuo Kawaguchi    | 65e |
| 13               | Fumitake Miura     | 65e |
|                  |                    |     |
| Entraîneur :     |                    |     |
| Gjoko Hadžievski |                    |     |

| Nagoya ·      |                      |     |
| Titulaires :  |                      |     |
|               |                      |     |
| 01            | Seigo Narazaki       |     |
| 02            | Romildo              |     |
| 03            | Kazuhisa Iijima      | 22e |
| 04            | Go Oiwa              |     |
| 05            | Seiichi Ogawa        |     |
| 06            | Motohiro Yamaguchi   |     |
| 07            | Shigeyoshi Mochizuki |     |
| 08            | Tarik Oulida         | 10e |
| 09            | Dragan Stojkovic     |     |
| 10            | Takashi Hirano       |     |
| 11            | Wagner Lopes         |     |
|               |                      |     |
| Remplaçants : |                      |     |
| 12            | Masahiro Koga        | 10e |
| 13            | Tetsuya Okayama      | 22e |
|               |                      |     |
| Entraîneur :  |                      |     |
| João Carlos   |                      |     |

| Iwata ·          |                    |     |
| Titulaires :     |                    |     |
|                  |                    |     |
| 01               | Yushi Ozaki        |     |
| 02               | Hideto Suzuki      |     |
| 03               | Masami Ihara       |     |
| 04               | Takahiro Yamanishi | 65e |
| 05               | Toshihiro Hattori  |     |
| 06               | Takashi Fukunishi  |     |
| 07               | Daisuke Oku        |     |
| 08               | Toshiya Fujita     |     |
| 09               | Norihiro Nishi     | 65e |
| 10               | Masashi Nakayama   |     |
| 11               | Naohiro Takahara   |     |
|                  |                    |     |
| Remplaçants :    |                    |     |
| 12               | Nobuo Kawaguchi    | 65e |
| 13               | Fumitake Miura     | 65e |
|                  |                    |     |
| Entraîneur :     |                    |     |
| Gjoko Hadžievski |                    |     |

| Nagoya ·      |                      |     |
| Titulaires :  |                      |     |
|               |                      |     |
| 01            | Seigo Narazaki       |     |
| 02            | Romildo              |     |
| 03            | Kazuhisa Iijima      | 22e |
| 04            | Go Oiwa              |     |
| 05            | Seiichi Ogawa        |     |
| 06            | Motohiro Yamaguchi   |     |
| 07            | Shigeyoshi Mochizuki |     |
| 08            | Tarik Oulida         | 10e |
| 09            | Dragan Stojkovic     |     |
| 10            | Takashi Hirano       |     |
| 11            | Wagner Lopes         |     |
|               |                      |     |
| Remplaçants : |                      |     |
| 12            | Masahiro Koga        | 10e |
| 13            | Tetsuya Okayama      | 22e |
|               |                      |     |
| Entraîneur :  |                      |     |
| João Carlos   |                      |     |